# Beta-Sekretase-Inhibitor
Beta-Sekretase-Inhibitoren (engl.: BACE Inhibitors) sind potenzielle Arzneistoffe für eine zukünftige Therapie der Alzheimer-Krankheit. Zurzeit ist kein Medikament, das auf diesem Ansatz basiert, zugelassen.

## Wirkprinzip
Der Wirkungsmechanismus besteht in einer Inhibierung (Blockierung) der Funktion der Beta-Sekretase (BACE1). Das Enzym Beta-Sekretase spielt bei der Spaltung des Amyloid-Precursor-Proteins (APP) eine wichtige Rolle. Das durch die Spaltung entstehende Beta-Amyloid-Peptid führt zur Bildung von senilen Plaques, die letztlich zur Alzheimer-Krankheit führen.
Die Idee, über die Inhibierung der Beta-Sekretase potenzielle Wirkstoff gegen die Alzheimer-Krankheit zu entwickeln, stammt aus den späten 1990er Jahren. Mit dem Verständnis der molekularen Vorgänge bei der Entstehung der Alzheimer-Krankheit, wurde die Beta-Sekretase als Target identifiziert.

## Stand der Wirkstoffentwicklung
Beta-Sekretase-Inhibitoren befinden sich noch in frühen Phasen der Arzneimittelentwicklung. Nach allgemeiner Einschätzung von Experten ist ein Medikament gegen die Alzheimer-Krankheit auf der Basis eines Beta-Sekretase-Inhibitors erst ab frühestens 2018 auf dem Markt erhältlich. Das US-amerikanische Pharmaunternehmen Merck (MSD) führt eine Phase II/III Studie durch. Auch das japanische Pharmaunternehmen Eisai (Entwickler von Donepezil) hat einen BACE Inhibitor (E2609) in der klinischen Entwicklung.
Im Juli 2019 gaben Amgen und Novartis bekannt, dass sie die gemeinsame Entwicklung des BACE1 Inhibitors CNP520 (Umibecestat) eingestellt haben.
Weitere potenzielle Kandidaten zur Therapie der Alzheimer-Krankheit sind Gamma-Sekretase-Inhibitoren und die als „Alzheimer-Impfung“ bezeichnete aktive oder passive Immunisierung gegen beta-Amyloid.